# Abacion lactarium
Abacion lactarium är en mångfotingart som först beskrevs av Thomas Say 1821.  Abacion lactarium ingår i släktet Abacion och familjen Abacionidae. Inga underarter finns listade i Catalogue of Life.